# Ефект на пеперудата
В теорията на хаоса ефектът на пеперудата е чувствителната зависимост от началните условия, където една малка промяна на параметър в нелинейна система може да доведе до големи разлики в по-късните състояния. Името на ефекта, дадено от Едуард Лоренц, произлиза от метафоричен пример как размахването на крилата на пеперуда може да доведе до драстични промени в развитието и траекторията на далечно торнадо.
Макар че ефектът на пеперудата може да изглежда езотеричен и малко вероятен, той се проявява при много прости системи: така например една топка, която е поставена на върха на даден хълм, може да тръгне в няколко различни направления, които са изцяло зависими от леки различия в началната позиция.
Ефектът на пеперудата се използва често в книги и филми с научна фантастика и се свързва с пътешествие във времето. Теорията на хаоса и чувствителната зависимост от началните условия са описани за първи път от Анри Поанкаре през 1890 година. Ефектът напомня и на разказа на Рей Бредбъри от 1952 година „Гръмна гръм“, където гибелта на пеперудата в далечното минало променя света на бъдещето.